# Poliginàndria
La poliginàndria és una variant de comportament sexual en el qual dos o més mascles es relacionen de manera exclusiva amb dues o més femelles. És a dir el grup de mascles comparteix sexualment al grup de femelles. Es pot considerar com una barreja entre poligàmia i poliàndria.

Es dona en diversos grups de vertebrats, ocells, mamífers, o peixos. De vegades s'usa poliginàndria com a sinònim de promiscuïtat, encara es diferencien en el fet que la poliginàndria és un mètode cooperatiu de cria pel que ambdós sexes col·laboren per tirar endavant les cries, encara que el grau de cooperació dels mascles en la cria és molt variable.
A les femelles els proporciona una major protecció i és una assegurança contra la possible infertilitat de la seva parella.
Es pot generar per tres processos: 
- Un mascle dominant té diverses femelles en el seu territori (poligàmia) i un mascle beta, subordinat s'uneix a ell.
- Un mascle poliàndric amplia el seu territori obtenint accés a més femelles.
- Un mascle monògam amplia el seu territori per aconseguir més femelles. En aquest cas el benefici és poc clar, ja que el mascle ja tenia assegurada la seva paternitat i la poliginàndria li exigeix un esforç que pot no valdre la pena.